# Lijst van voetbalinterlands Anguilla - Puerto Rico (vrouwen)
Deze lijst van voetbalinterlands is een overzicht van alle officiële voetbalinterlands tussen de nationale vrouwenteams van Anguilla en Puerto Rico. De landen hebben tot nu toe twee keer tegen elkaar gespeeld. 

## Wedstrijden
| № | Plaats        | Datum            | Competitie           | Wedstrijd              | Uitslag |
| - | ------------- | ---------------- | -------------------- | ---------------------- | ------- |
| 1 | San Cristóbal | 5 mei 2018       | WK 2019 kwalificatie | Puerto Rico − Anguilla | 10 − 0  |
| 2 | The Valley    | 19 februari 2022 | WK 2023 kwalificatie | Anguilla − Puerto Rico | 0 − 9   |

## Samenvatting
| Competitie      | Totaal gespeeld | Winst Anguilla | Gelijk | Winst Puerto Rico | Doelsaldo Anguilla – Puerto Rico |
| --------------- | --------------- | -------------- | ------ | ----------------- | -------------------------------- |
| WK kwalificatie | 2               | 0              | 0      | 2                 | 0 − 19                           |
| Totaal          | 2               | 0              | 0      | 2                 | 0 − 19                           |